# Елисвил (Мисури)
Елисвил (енгл. Ellisville) град је у америчкој савезној држави Мисури.

## Демографија
По попису из 2010. године број становника је 9.133, што је 29 (0,3%) становника више него 2000. године.
| Група             | 2000.         | 2010.         |
| Белци             | 8.586 (94,3%) | 8.216 (90,0%) |
| Афроамериканци    | 144 (1,6%)    | 173 (1,9%)    |
| Азијати           | 187 (2,1%)    | 392 (4,3%)    |
| Хиспаноамериканци | 106 (1,2%)    | 223 (2,4%)    |
| Укупно            | 9.104         | 9.133         |